# Hadamar
Hadamar är en stad i förbundslandet Hessen i västra Tyskland. Hadamar har cirka 13 000 invånare.

## Historia
Under andra världskriget mördade nazisterna på Tötungsanstalt Hadamar minst 14 494 personer med fysiska eller psykiska funktionsnedsättningar. Detta massmord ägde rum inom ramen för Aktion T4 och pågick från januari 1941 till mars 1945.

## Kända personer från Hadamar
- Karl Wilhelm Diefenbach